# Temurá (Talmud)
Temurá (en hebreo: מסכת תמורה) (transliterado: Masejet Temurá ) es un tratado de la Mishná y el Talmud, la mayor parte de este tratado, es una elaboración de la ley establecida en Levítico 27:10, con respecto a la dedicación de un animal para el sacrificio.
En la ley judía, la temurá es la prohibición de intentar cambiar un animal que ha sido santificado en el Templo de Jerusalén, por otro animal no santificado. Esta prohibición ha sido establecida en Levítico 27:33. Según la ley, ambos animales son santificados, y la persona que los cambió es castigada con latigazos. Esta prohibición de intercambio fue enumerada por Maimónides como parte de los 613 mandamientos (mitzvot). Los tres mandamientos relacionados con ella son:
- 1) No se debe cambiar a un animal que va a ser sacrificado.
- 2) El animal debe conservar su estado de pureza ritual.
- 3) No se debe cambiar a un animal por otro tipo de ofrenda.

Estas prohibiciones se explican en el Talmud de Babilonia, en el tratado de Temurá, en el orden de Kodashim.